# The Governor's Lady (film 1923)
The Governor's Lady è un film muto del 1923 diretto da Harry F. Millarde. La sceneggiatura si basa su The Governor's Lady, lavoro teatrale di Alice Bradley già adattato per lo schermo da un film del 1915 prodotto da Jesse L. Lasky, The Governor's Lady, diretto da George Melford e interpretato da May Allison.

## Trama
Diventato ricco e influente, Daniel Slade - un ex minatore - decide di darsi alla politica. Ma, nel nuovo ambiente, si accorge che sua moglie Mary potrebbe essergli di ostacolo. Così, pensa di divorziare. Ma, poi, rendendosi conto di amare ancora Mary, decide di salvare il suo matrimonio.

## Produzione
Il film fu prodotto dalla Fox Film Corporation.

## Distribuzione
Il copyright del film, richiesto dalla Fox Film Corp., fu registrato il 28 dicembre 1923 con il numero LP19776.
Distribuito dalla Fox Film Corporation e presentato da William Fox, il film uscì nelle sale cinematografiche USA il 28 ottobre 1923. In Francia, il film fu distribuito il 7 novembre 1924 con il titolo La Chaîne.